# Hartman-Watson-Verteilung
Die Hartman-Watson-Verteilung ist eine absolutstetige Wahrscheinlichkeitsverteilung. Sie ist nach Philip Hartman und Geoffrey S. Watson benannt. Diese stießen auf die Verteilung bei der Untersuchung der Beziehung zwischen der brownschen Bewegung auf der {\displaystyle n}-Sphäre und der von-Mises-Verteilung.
Wichtige Arbeiten, inklusive eine explizite Form der Dichte in Integraldarstellung, stammen von Marc Yor.
Die Verteilung findet Anwendung in der Finanzmathematik bei der Berechnung von Preisen von asiatischen Optionen mit dem Black-Scholes-Modell.

## Hartman-Watson-Verteilung

### Definition
Die Hartman-Watson-Verteilungen sind die Wahrscheinlichkeitsverteilungen {\displaystyle (\mu _{r})_{r>0}}, die folgende Beziehung zur Laplace-Transformation erfüllen
{\displaystyle \int _{0}^{\infty }e^{-u^{2}t/2}\mu _{r}(\mathrm {d} t)={\frac {I_{|u|}(r)}{I_{0}(r)}}\quad {\text{für}}\;\;u\in \mathbb {R} ,\;r>0},
wobei {\displaystyle I_{\nu }(r)} die modifizierte Bessel-Funktion erster Gattung bezeichnet und wie folgt definiert ist
{\displaystyle I_{\nu }(t):=\sum _{n=0}^{\infty }{\frac {({\frac {t}{2}})^{2n+\nu }}{\Gamma (n+\nu +1)n!}}.}

### Explizite Darstellung
Die unnormierte Dichte der Hartman-Watson-Verteilung ist
{\displaystyle \vartheta (r,t):={\frac {r}{(2\pi ^{3}t)^{1/2}}}e^{\pi ^{2}/2t}\int _{0}^{\infty }e^{-x^{2}/2t-r\cosh(x)}\sinh(x)\sin \left({\frac {\pi x}{t}}\right)\mathrm {d} x}
für {\displaystyle r>0,\;t>0}.
Sie erfüllt die Gleichung
{\displaystyle \int _{0}^{\infty }e^{-u^{2}t/2}\vartheta (r,t)\mathrm {d} t=I_{|u|}(r)\quad {\text{für}}\;\;r>0.}
Die Dichte der Hartman-Watson-Verteilung ist für {\displaystyle \mathbb {R} _{+}} definiert und gegeben durch
{\displaystyle f_{r}(t)={\frac {\vartheta (r,t)}{I_{0}(t)}}\quad {\text{für}}\;\;r>0,\;t\geq 0}
oder ausgeschrieben
{\displaystyle f_{r}(t)={\frac {r}{(2\pi ^{3}t)^{1/2}}}{\frac {\exp \left(\pi ^{2}/2t\right)\int _{0}^{\infty }\exp \left(-x^{2}/2t-r\cosh(x)\right)\sinh(x)\sin \left({\frac {\pi x}{t}}\right)\mathrm {d} x}{\sum \limits _{n=0}^{\infty }2^{-2n}t^{2n}/(n!)^{2}}}\quad {\text{für}}\;\;r>0,\;t\geq 0}.

## Ein Satz von Yor über brownsche Exponentialfunktionale
Von Yor () stammt nachfolgende Aussage über den Zusammenhang zwischen der unnormierten Hartman-Watson-Dichte {\displaystyle \vartheta (r,t)} und brownschen Exponentialfunktionalen.
Sei {\displaystyle (B_{t}^{(\mu )})_{t\geq 0}:=(B_{t}+\mu t)_{t\geq 0}} eine eindimensionale brownsche Bewegung mit Drift {\displaystyle \mu \in \mathbb {R} }, die in {\displaystyle 0} beginnt, und {\displaystyle A^{(\mu )}=(A_{t}^{\mu })_{t\geq 0}} sei durch das Funktional
{\displaystyle A_{t}^{(\mu )}=\int _{0}^{t}\exp \left(2B_{s}^{(\mu )}\right)\mathrm {d} s\quad {\text{für}}\;\;t\geq 0}
definiert.
Dann ist die Verteilung von {\displaystyle (A_{t}^{(\mu )},B_{t}^{(\mu )})} für {\displaystyle t>0} durch
{\displaystyle P\left(A_{t}^{(\mu )}\in \mathrm {d} u,B_{t}^{(\mu )}\in \mathrm {d} x\right)=e^{\mu x-\mu ^{2}t/2}\exp \left(-{\frac {1+e^{2x}}{2u}}\right)\vartheta (e^{x}/u,t){\frac {1}{u}}\mathrm {d} u\mathrm {d} x}
gegeben, wobei {\displaystyle u>0} und {\displaystyle x\in \mathbb {R} }.

## Bemerkungen
1. ↑  {\displaystyle P\left(X\in \mathrm {d} x,Y\in \mathrm {d} y\right)} ist eine andere Schreibweise für ein Wahrscheinlichkeitsmaß {\displaystyle \lambda (dx,dy)}.